# Ford Rheinland
Ford Rheinland – samochód osobowy produkowany pod amerykańską marką Ford w latach 1933 – 1936.

## Galeria

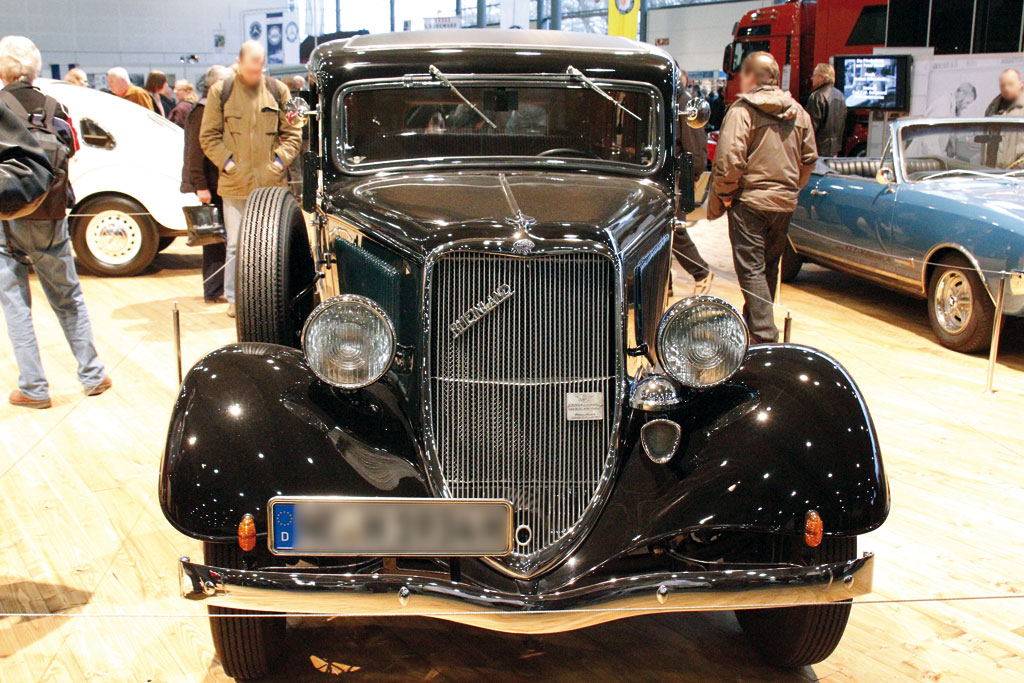
Ford Rheinland
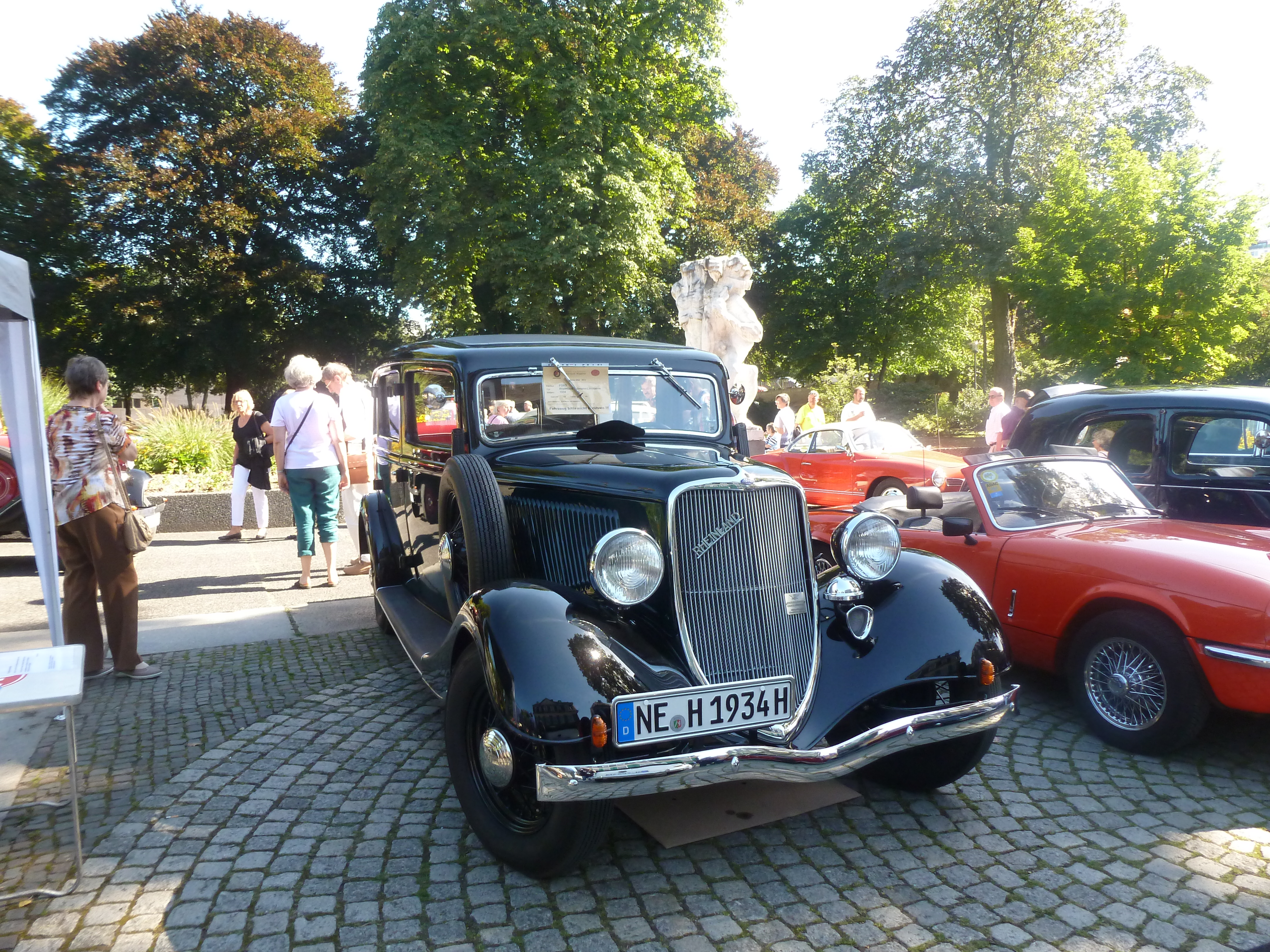
Ford Rheinland

## Silniki
- L4 3,2 l 50 KM